# Skye Sweetnam
 (septembre 2024).
Si vous disposez d'ouvrages ou d'articles de référence ou si vous connaissez des sites web de qualité traitant du thème abordé ici, merci de compléter l'article en donnant les références utiles à sa vérifiabilité et en les liant à la section « Notes et références ».
Pour les articles homonymes, voir Skye.
Skye Sweetnam, née Skye Alexandra Sweetnam le 5 mai 1988 à Bolton en Ontario au Canada est une chanteuse de pop punk canadienne du groupe Sumo Cyco (en).

## Début musical

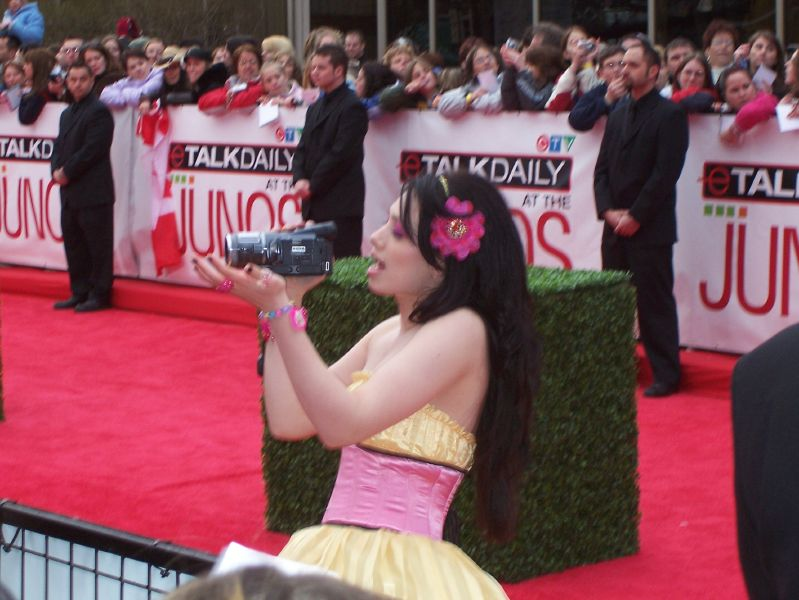
Skye Sweetnam lors de la remise des prix Juno à Halifax en 2006.

Elle se fait remarquer grâce à son clip Imaginary Superstar qu'elle a réalisé toute seule. Elle a sorti son premier single Billy S. en 2003, chanson qui apparaît sur son premier album Noise from the Basemen sortit en septembre 2004. Après avoir contribué au générique de la série Radio Free Roscoe, elle enregistra également la chanson Just the way I am pour le dessin animé Le Monde de Maggie. En 2006, Skye Sweetnam fut nommée pour un Juno Awards dans la catégorie Nouvel artiste de l'année. Elle a aussi enregistré une version de Part of your world, chanson du dessin animé La Petite Sirène.
Skye a assuré la première partie des concerts de Britney Spears lors d'une de ses tournées (L'Onyx Hotel Tour 2004). Son second album Sound Soldier est sorti le 30 octobre 2007 au Canada et le 14 février 2008 au Japon, sous deux jaquettes différentes. En 2007, on la retrouve également aux côtés de Tim Armstrong, dans son album solo "A poet's life", dans lequel elle chante avec le leader de Rancid sur la chanson Into action.

## Infos diverses
- Son prénom Skye a été choisi en raison de l'île de Skye.
- Skye a un frère, Cameron, et une sœur, Aurora.
- Skye Sweetnam a, pour l'heure, sorti un seul single en France : Billy S. en 2003. L'édition comporte comme deuxième piste la chanson Tidal Wave, remplacée au Canada par la reprise Wild World.
- En plus de ses talents de chanteuse et de songwriter, Skye Sweetnam réalise elle-même quelques-uns de ses clips. Elle les filme, fait le montage et les publie via sa chaîne Youtube. Quatre clips sont issus de Sound Soldier : Music is my Boyfriend, Human, (Let's Get Movin') Into Action et Baby Doll Gone Wrong.
- Skye Sweetnam travaille actuellement sur un projet de groupe, un peu plus rock que ses albums solo, intitulé Sumo Cyco. Le groupe a déjà tourné un premier clip vidéo début 2010 qui est toujours en post-production à l'heure actuelle. Leurs premières chansons devraient sortir sous forme d'EP d'ici fin 2010-début 2011.

## Noise from the basement
1. Number One
2. Billy S.
3. Tangled Up in Me
4. I Don't Really Like You
5. I Don't Care
6. Heart of Glass
7. Sharada
8. It Sucks
9. Fallen Through
10. Hypocrite
11. Unpredictable
12. Shot to Pieces
13. Smoke and Mirrors
14. Split personality

## Sound Soldier
1. Music is My Boyfriend
2. Human
3. Boyhunter
4. Ghosts feat Tim Armstrong
5. My Favourite Tune
6. Scary Love
7. (Let's Get Movin') Into Action feat Tim Armstrong
8. Cartoon
9. Make-Out Song
10. Ultra
11. Kiss a Girl
12. Baby Doll Gone Wrong
13. Girl Like Me [Japanese bonus track]
14. Boomerang
15. Sugar Guitar

### Collaboration
1. Love for Nana ~Only 1 Tribute~ 16 mars 2005

## Filmographie

### Doublage
- 2004 : Radio Free Roscoe : Sydney DeLuca (1 épisode)
- 2006 : Le Journal de Barbie : Barbie
- 2017 : Top Wing : Toutes ailes dehors ! : Margo le singe